# Міжнародна вільна академія наук у Парижі
Міжнародна Вільна Академія Наук (МВАН, фр. AILSL) — організація науковців, які емігрували зі Східної Європи, створена у Парижі у 1948-52 роках за ініціативи Олександра Шульгина.

## Назви
- Офіційна (у Статуті)ː укр. Міжнародна Вільна Академія Наук
- Офіційна (у Статуті)ː фр. Académie Internationale Libre des Sciences et des Lettres, AILSL
- англ. International Free Academy of Science and Letters

## Відомі члени
- Шульгин Олександр Якович
- Полонська-Василенко Наталія Дмитрівна
- Кульчицький Олександр Юліанович
- Крупницький Борис Дмитрович
- István Lajti
- Constantin Marinesco[ca]
- François Honti[fr]
- Zygmunt Lubicz-Zaleski[fr]